# Airbag (grup musical)
Airbag és un trio de música rock procedent d'⁣Estepona (Màlaga, Espanya). El grup es formà el 1998 i després de gravar dues maquetes començaren a guanyar popularitat a través de Ràdio 3 de la mà del locutor Juan de Pablos.
El seu peculiar estil està marcat per unes lletres de temàtica adolescent on caben les pel·lícules de sèrie B, la ciència-ficció, les arts marcials i el surf. Pel que fa a les seves influències musicals es mostren propers a grups com Los Nikis, Ramones, The Beach Boys, Los Flechazos, The Queers i Weezer.
D'altra banda, la banda espanyola La Love You pren aquesta banda de referent.
Mantenen a més una estreta relació amb el cinema espanyol, no només participant en diverses bandes sonores sinó a més apareixent entre el repartiment de pel·lícules com Karate a mort a Torremolinos de Pedro Temboury i See you later Cowabunga! de José Roberto Vila.

## Membres
- Adolfo - veu i guitarra
- Cogombre - baix i cors
- José Andrés - bateria

## Discografia

### Àlbums
- 2000: Mondo cretino (Wild Punk Records)
- 2003: Ensamble cohetes (El Ejército Rojo)
- 2005: ¿Quién mató a Airbag? (Wild Punk Records)
- 2008: Alto Disco (Wild Punk Records)
- 2009: Mondo cretino (Deluxe 2004) (Wild Punk Records)
- 2010: 16 Versiones Y Rarezas Para Norbert & Cali (Wild Punk Records)
- 2011: Manual de Montaña Rusa (Wild Punk Records)
- 2014: Buscando la Ola Perfecta en Directo en la Sala Heineken (Wild Punk Records)
- 2015: Gotham te Necesita (Sony Music)[2]
- 2019: Cementerio Indie (Sonido Muchacho)
- 2022: Siempre Tropical (Sonido Muchacho)

### EP, Senzills i Splits
- 2001: Voy a acabar con el invierno CD EP (Reeditado en 2012 en 7") (Wild Punk Records)
- 2003: Mafia rusa en la costa del sol (El Ejército Rojo-BMG). CD Single
- 2006: Buscando los regalos de navidad Digital Single
- 2008: Airbag vs. Los Reactivos - 2008 (No Tomorrow Records), EP compartit amb la banda castellonense Los Reactivos.
- 2011: Trailer (Wild Punk Records). CD Single
- 2012: Rockaway Sessions Digital Live EP
- 2015: Ladrones de Cuerpos / Arkanoid 7"
- 2015: La Bomba de Neutrones / La Medalla Fields 7"
- 2020: Koi No Yokan 7"
- 2020: Discotecas 10"
- 2022: Finales alternativos 7"
- 2022: Perros y Gatos 7"
- 2022: La marmota Phil 7"
- 2024: Vida Extra 7"

### Altres
- 1998: Abróchense los cinturones (Casset autoproduït).
- 1998: Quiero verano - 1998 (Casset autoproduït).
- 1999: Quiero verano - 1999 (CD-R produït a Pig Estudios, Granada).